# Mareanivka, Rozdilna
Mareanivka (în ucraineană Мар'янівка) este un sat în comuna Zaharivka din raionul Rozdilna, regiunea Odesa, Ucraina.

## Demografie
Componența lingvistică a localității Mareanivka
     Ucraineană (68,52%)
     Română (28,7%)
Conform recensământului din 2001, majoritatea populației localității Mareanivka era vorbitoare de ucraineană (68,52%), existând în minoritate și vorbitori de română (28,7%) și armeană (1,85%).